# Ivy Adara
Ivy Adara é uma cantora e compositora australiana nascida em 1995. Adara escreveu para artistas como Selena Gomez e Hailee Steinfeld e começou sua carreira competindo na oitava temporada do The X-Factor Australia. 

## Carreira e início da vida
Adara escreveu sua primeira música aos sete anos de idade e sabia que a música estaria em sua vida e muitas vezes transformava tarefas em produções musicais. Em 2016, Adara se juntou à oitava temporada do The X-Factor Australia, onde cantou a música "Alive" de Sia, mas não passou das primeiras rodadas do show, apesar de receber aplausos de pé de Guy Sebastian.
Após o X-Factor, ela se mudou para Los Angeles, onde coescreveu canções para Dami Im, Natalie Conway, Jessica Mouboy, Selena Gomez, Jason DeRulo, Jennifer Lopez, Rita Ora, G-Eazy e Hailee Steinfeld. Adara teve uma música número um no iTunes australiano com a música que ela escreveu para Jessica Mauboy, "Fallin", que foi indicada para 5 prêmios ARIA e 3 APRA, incluindo prêmio de Canção do Ano.
Em 2017, Adara lançou as músicas "Famous" e "Everybody Hurts (Feat.The Him)".
Em 2018, Adara lançou seu EP solo "Intraduction", criado em colaboração com os hitmakers Cirkut, Jon Hume e Lindsey Jackson. No mesmo ano, o DJ e produtor Gryffin lançou a música "Bye Bye" com Adara, que coescreveu a música. Eles viajaram juntos e se apresentaram no Coachella.
Em 2019, a estrela do TikTok Loren Gray lançou a música "Lie Like That", que foi coescrita por Adara.
Em 2021, os singles "Pressure" e "Stranger" foram lançados como parte de seu projeto solo. A música Stranger surgiu quando Adara estava se sentindo deprimida e seu pai voou de Sydney para Los Angeles para vê-la. Ela afirmou que pegou sua caneta e violão e a música simplesmente fluiu. Em 2022, Adara tem lançamentos futuros que farão parte do filme de Jennifer Lopez, Marry Me.
A discografia de Adara tem mais de 200 milhões de streams apenas no Spotify em 2021. Ela descreve sua música como esperançosa, sombria, calorosa, empoderadora, vulnerável e autêntica.

## Vida pessoal
A inspiração para suas músicas vem principalmente das experiências pessoais de Adara e cantores que ela admira como Lorde, Khalid e Troye Sivan.
Adara iria se casar em 6 de agosto de 2021, mas a cerimônia foi cancelada devido aos lockdowns da pandemia de COVID-19.
Adara mora em Los Angeles.